# Katarzyna Kotfis

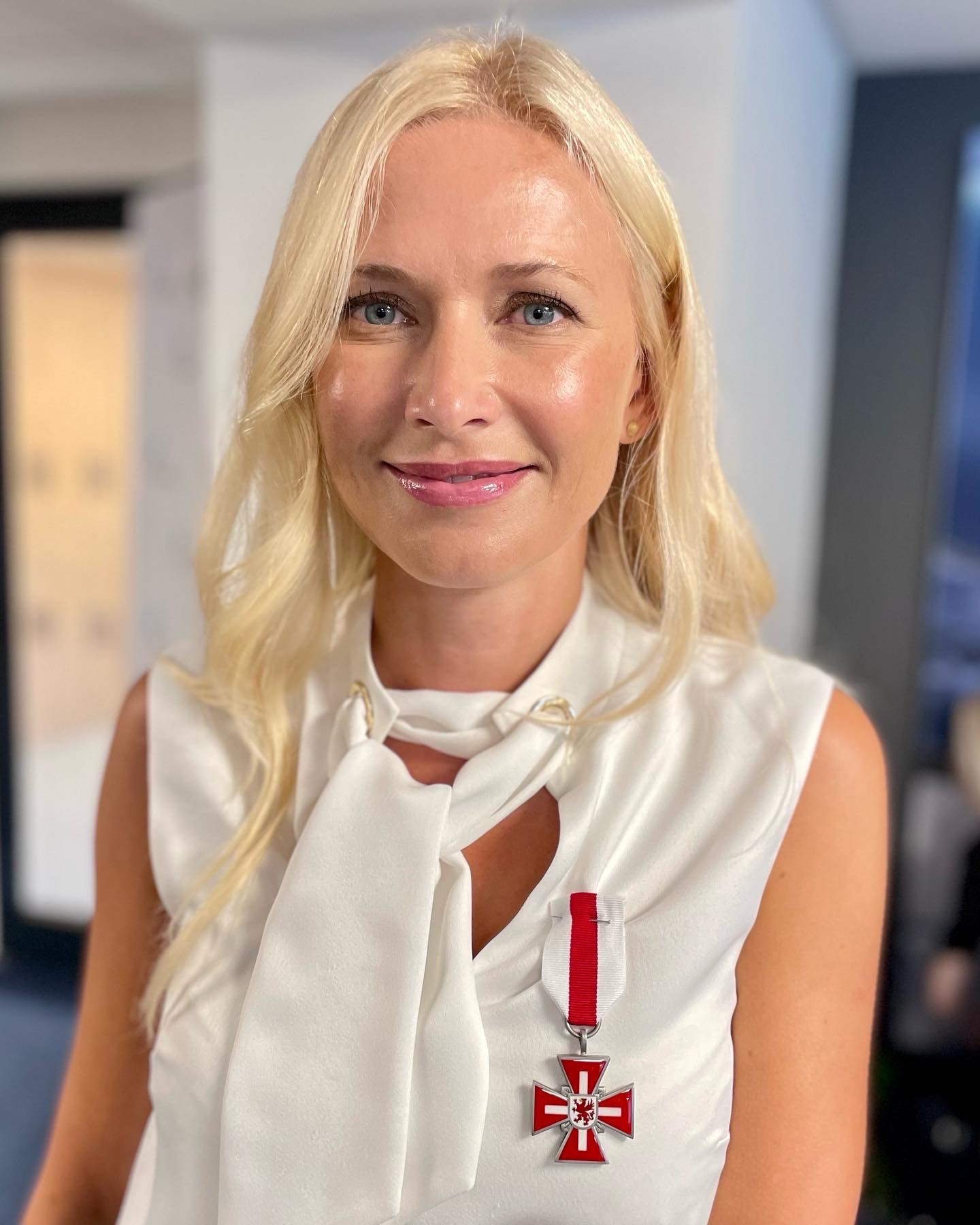
Katarzyna Kotfis, wręczenie srebrnej Odznaki Honorowej Gryfa Zachodniopomorskiego

Katarzyna Laura Kotfis z d. Bielewska (ur. 9 kwietnia 1979 w Szczecinie) – polska lekarka i naukowczyni, specjalistka anestezjologii i intensywnej terapii, profesor doktor habilitowana nauk medycznych i nauk o zdrowiu, profesor Pomorskiego Uniwersytetu Medycznego w Szczecinie (PUM). Konsultantka Krajowa w dziedzinie anestezjologii i intensywnej terapii

## Życiorys
Absolwentka VI Liceum Ogólnokształcącego im. Stefana Czarnieckiego w Szczecinie. W 2003 r. na Pomorskiej Akademii Medycznej w Szczecinie uzyskała tytuł lekarza. W latach 2005–2012 odbyła szkolenie specjalizacyjne w dziedzinie anestezjologii i intensywnej terapii w szpitalach klinicznych (SPSK1 i SPSK2) w Szczecinie oraz w Birmingham School of Anaesthesia w Wielkiej Brytanii (2005-2008). W roku 2011 uzyskała stopień doktora nauk medycznych na Pomorskim Uniwersytecie Medycznym w Szczecinie, po obronie rozprawy doktorskiej pt. „Ocena czynników ryzyka powikłań neurologicznych i krążeniowych u pacjentów poddawanych endarterektomii tętnic szyjnych na podstawie monitorowania hemodynamicznego, elektrokardiograficznego metodą Holtera, metabolicznego i wybranych parametrów immunologicznych”, przygotowanej pod kierunkiem prof. Romualda Bohatyrewicza. W roku 2012 uzyskała tytuł specjalistki w dziedzinie anestezjologii i intensywnej terapii, a w 2014 po zdaniu europejskiego egzaminu specjalizacyjnego uzyskała tytuł EDAIC - European Diplomate in Anaesthesiology and Intensive Care nadany przez European Society of Anaesthesiology and Intensive Care. W 2019 roku uzyskała stopień doktora habilitowanego na podstawie pracy pt. „Analiza strategii poprawiających jakość opieki w leczeniu majaczenia stanu ciężkiego i bólu u krytycznie chorych pacjentów”. W roku 2021 ukończyła studia podyplomowe „Marketing i Zarządzanie w Ochronie Zdrowia” na Pomorskim Uniwersytecie Medycznym w Szczecinie. W 2021 roku otrzymała tytuł profesora nauk medycznych.

## Działalność naukowa i dydaktyczna
Od wielu lat prowadzi działalność dydaktyczną w Pomorskim Uniwersytecie Medycznym, w tym wykłady, seminaria i ćwiczenia dla studentów polsko- i anglojęzycznych, na studiach dziennych i podyplomowych dla lekarzy i pielęgniarek. Była wykładowczynią Europejskiego Komitetu Edukacji w Anestezjologii w Polsce (CEEA - Commitee for European Education in Anaesthesiology). Sprawuje opiekę nad lekarzami w trakcie specjalizacji oraz studentami w ramach Studenckiego Koła Naukowego. Wielokrotnie pełniła funkcję promotorki i recenzentki w przewodach doktorskich, była członkinią i egzaminatorką w komisjach doktorskich.
Jej główne zainteresowania badawcze obejmują delirium stanu ciężkiego i delirium pooperacyjne, monitorowanie i leczenie bólu, optymalizację opieki okołooperacyjnej, poprawę bezpieczeństwa pacjentów w ramach anestezjologii i intensywnej terapii. Kierowniczka lub współbadaczka wielu zakończonych i aktualnych badań naukowych i projektów międzynarodowych finansowanych m.in. przez Agencję Badań Medycznych (ABM), European Society of Anaesthesiology and Intensive Care (ESAIC), European Society of Intensive Care Medicine (ESICM), Ministerstwa Nauki i Szkolnictwa Wyższego (MNiSW). Brała udział w wielu międzynarodowych badaniach klinicznych.

## Członkostwo
Członkini Polskiego Towarzystwa Anestezjologii i Intensywnej Terapii (PTAiIT), Polskiego Towarzystwo Badania Bólu (PTBB), European Society of Anaesthesiology and Intensive Care (ESAIC) oraz European Society of Intensive Care Medicine (ESICM).
Członkini Okręgowej Izby Lekarskiej w Szczecinie oraz General Medical Council (Wielka Brytania, Consultant anaesthetist).
Od wielu lat zasiada w komitetach naukowych polskich i międzynarodowych konferencji (m.in. International Symposium of Intensive Care and Emergency Medicine, Euroanaesthesia, ESICM Lives, Pułapki w Anestezjologii i Intensywnej Terapii, Zachodniopomorskiego Sympozjum Anestezjologii i Intensywnej Terapii, ISICEM, Euroanaesthesia, ESICM Lives). Jest recenzentką w międzynarodowych czasopismach oraz członkinią rad programowych czasopism zawodowych (m.in. Intensive Care Medicine, IF 41,787; Critical Care, IF 19,334; Journal of Clinical Medicine, IF 4,964). Od maja 2024 roku członkini Zespołu do spraw poprawy bezpieczeństwa zdrowotnego kobiet powołany przez Ministerstwo Zdrowia w Polsce. 

## Dorobek naukowy i publikacje
Jej dorobek obejmuje ponad 200 pozycji literaturowych, z których ok. 130 to prace zindeksowane przez PubMed, a wśród nich ponad 110 to recenzowane artykuły naukowe zindeksowane przez Journal Citation Reports. W czerwcu 2024 roku jej indeks Hirscha (Web of Science) wynosił 27.

## Odznaczenia i nagrody
W 2023 roku otrzymała nagrodę Ministra Zdrowia za znaczące osiągnięcia naukowe. W 2022 roku odznaczona Srebrną Odznaką Honorową Gryfa Zachodniopomorskiego za zasługi w walce z epidemią koronawirusa SARS-CoV-2. Wielokrotnie otrzymywała nagrody naukowe Polskiego Towarzystwa Anestezjologii i Intensywnej Terapii oraz nagrody naukowe Rektora PUM. W czasie studiów dwukrotnie otrzymała Nagrodę Ministra Zdrowia RP za osiągnięcia w nauce, a wcześniej Stypendium Prezydenta Miasta Szczecina.

## Życie prywatne
Jej mężem jest Piotr Kotfis, adwokat, konsul honorowy Królestwa Norwegii w Szczecinie. Mają dwoje dzieci.